# Тар'я Фернандес
Тар'я Фернандес (фін. Tarja Orvokki Fernandes; нар. 3 квітня 1965, Турку, Фінляндія) — фінська дипломатка. Надзвичайний і Повноважний Посол Фінляндії в Україні (з 2024).

## Життєпис
У 1993 році отримала диплом магістра міжнародної політики, Університет Тампере; У 1994 році міжнародне навчання, шестимісячна аспірантура, університет Гельсінкі.
З 1994 року на дипломатичній службі в Міністерстві закордонних справ Фінляндії перебувала на посадах: Радника Департаменту політики розвитку Міністерства закордонних справ (1994—1995); Референта Департаменту культури та ЗМІ Міністерства закордонних справ (1995—1996); Аташе Департаменту з політичних питань Міністерства закордонних справ (1996—1997); Заступника голови місії Посольства Фінляндії в Ізраїлі, Тель-Авів (1997—2001); Першого секретаря Посольства Фінляндії в Швеції, Стокгольм (2001—2004); Радника заступника державного секретаря з розвитку Міністерства закордонних справ (2004—2005); Радника Постійного представництва Фінляндії при ООН, Нью-Йорк (2005—2009); Тимчасового повіреного у справах, голови місії Посольства Фінляндії у Косово, Приштина (2009—2011); Директора відділу спільної європейської зовнішньої політики та політики безпеки, Європейський кореспондент Міністерства закордонних справ (2011—2015); Надзвичайного і Повноважного Посла Фінляндської Республіки в Республіка Кенія, Федеративна Республіка Сомалі, Республіка Сейшельські острови, Республіка Уганда, Держава Еритрея, постійного Представника ЮНЕП та ООН-Хабітат (2015—2018); Надзвичайного і Повноважного Посла Фінляндської Республіки в Лівані, Бейрут та за сумісництвом в Йорданії та Сирії (2018—2022); Посла з кіберпитань у відділі політики безпеки та управління кризовими ситуаціями МЗС Фінляндії (2022—2024). Тар'я Фернандес має великий досвід роботи в конфліктних/постконфліктних країнах, мирних процесах, управлінні кризами та розбудові нації. На своїх керівних посадах вона активно пропагувала порядок денний «Жінки, мир і безпека». Вона брала участь у різноманітних багатосторонніх переговорах в рамках ООН.
З 2024 року — Надзвичайний і Повноважний Посол Фінляндії в Україні, Київ.
3 вересня 2024 року — вручила копії вірчих грамот заступнику міністра закордонних справ України Євгену Перебийносу
.
25 жовтня 2024 року — вручила вірчі грамоти Президенту України Володимиру Зеленському.